# Mabel St Clair Stobart

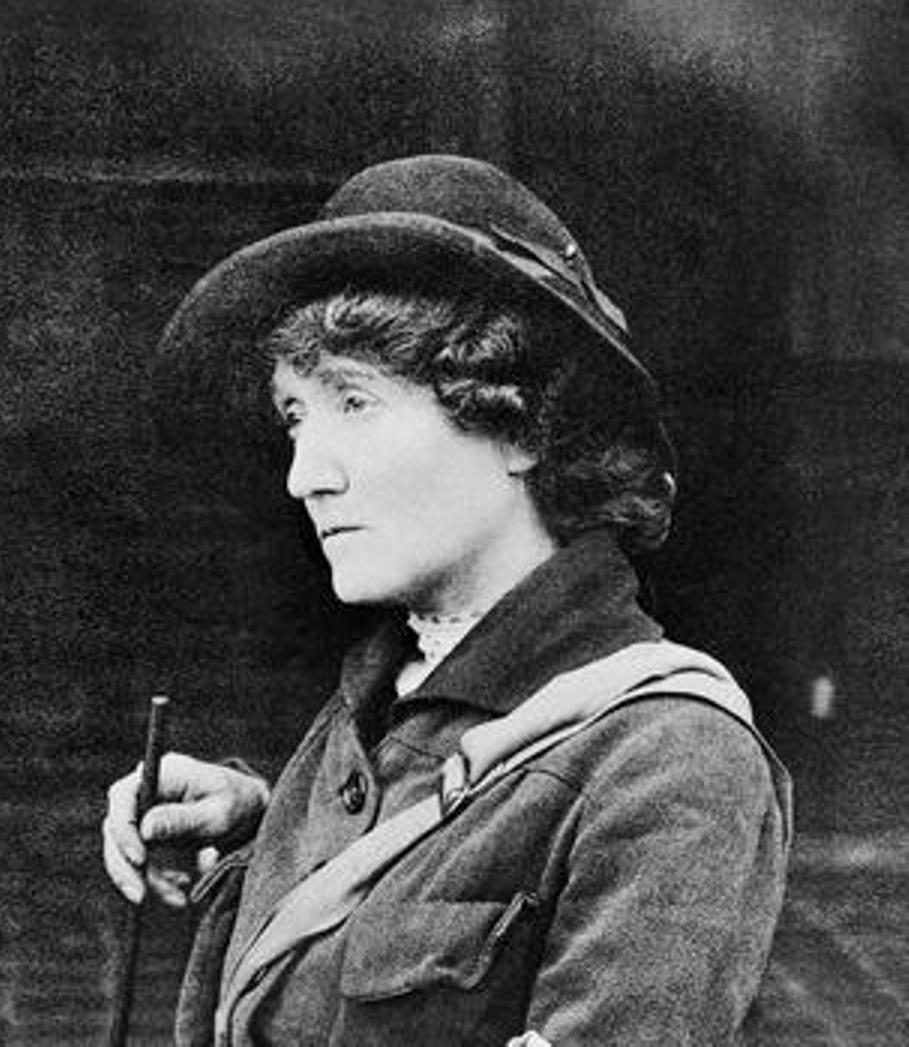
Mabel Stobart

Mabel Annie St. Clair Stobart (* 3. Februar 1862 in Woolwich, London, England; † 7. Dezember 1954 in Bournemouth, England) war eine britische Frauenrechtlerin und Autorin. Sie war Gründerin des Women’s Sick and Wounded Convoy Corps und der Women’s National Service League und war die erste Frau, die den Rang eines Majors in einer nationalen Armee erreichte.

## Leben und Werk

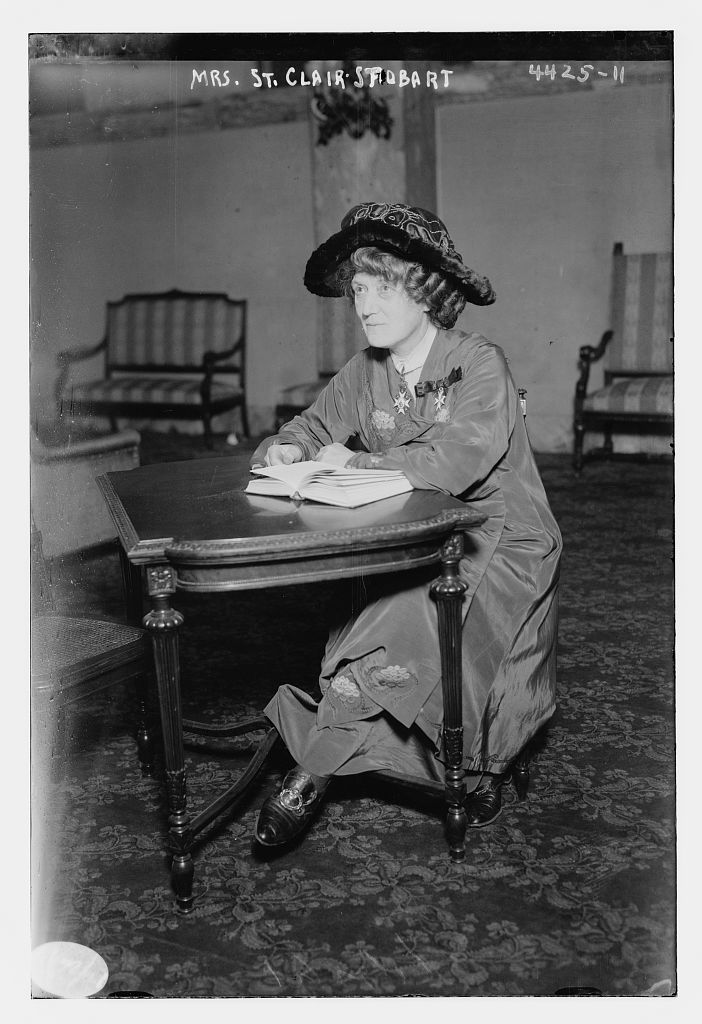
Mrs. St. Clair Stobart

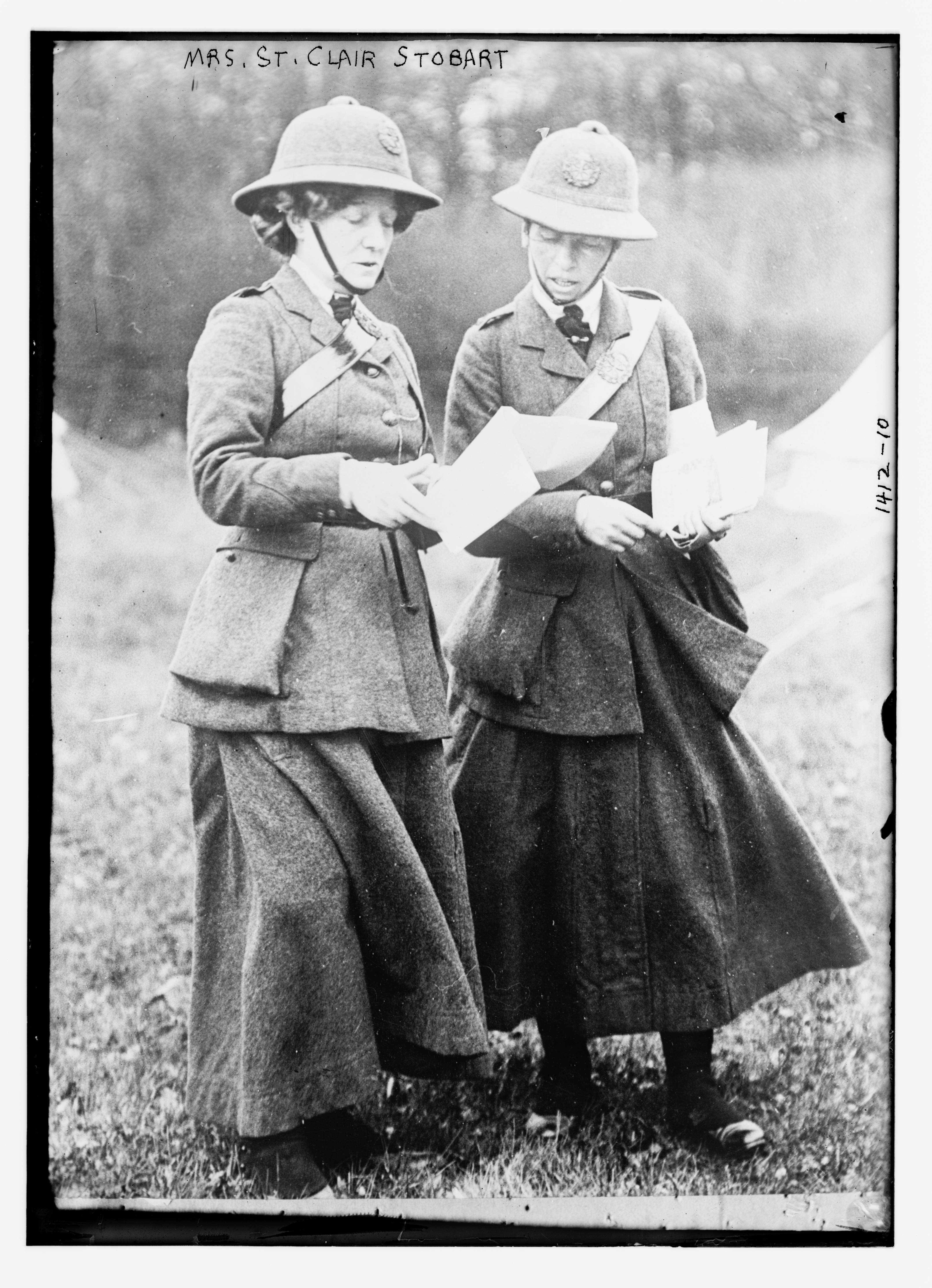
Die WSWCC begann 1910 mit der Ausbildung.

Mabel Stobart war die dritte Tochter von fünf Töchtern und zwei Söhnen von Sophia Louisa (geb. Cooper) und dem Bauunternehmer Sir Samuel Bagster Boulton und wurde von Gouvernanten erzogen. Am 16. Juli 1884 heiratete sie den in Irland geborenen Granithändler St. Clair Kelburn Mulholland Stobart (1861–1908), mit dem sie zwei Söhne bekam. Die Familie lebte sieben Jahre lang in Cornwall, dann in London und nach finanziellen Rückschlägen ab 1903 in Transvaal, um dort Landwirtschaft zu betreiben. 1907 kehrte Stobart nach England zurück und wurde im folgenden Jahr Witwe. Am 11. März 1911 heiratete sie den pensionierten Rechtsanwalt und Kolonialdienstrichter John Herbert Greenhalgh und nannte sich beruflich weiterhin Mabel Annie St. Clair Stobart. Sie und ihr Ehemann verwendeten den Nachnamen Stobart-Greenhalgh.
Zu Beginn ihrer ersten Ehe hatte Stobart einige Artikel über das Angeln und als Golfmeisterin des Landkreises ein Buch über Golf veröffentlicht.
Stobart hatte nie eine offizielle medizinische Ausbildung bekommen. Sie trat für kurze Zeit in die neu gegründete First Aid Nursing Yeomanry (FANY) ein und gründete 1910 das Women’s Sick and Wounded Convoy Corps (WSWCC).

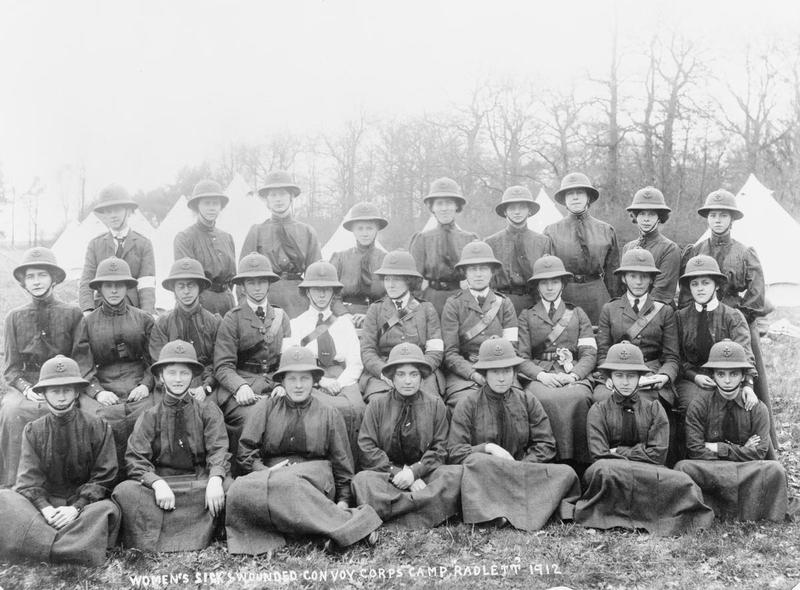
Gruppe des Women’s Sick and Wounded Convoy Corps im Lager Radlett 1912 vor ihrem Dienst in Bulgarien. St. Clair Stobart ist die sechste von links, mittlere Reihe

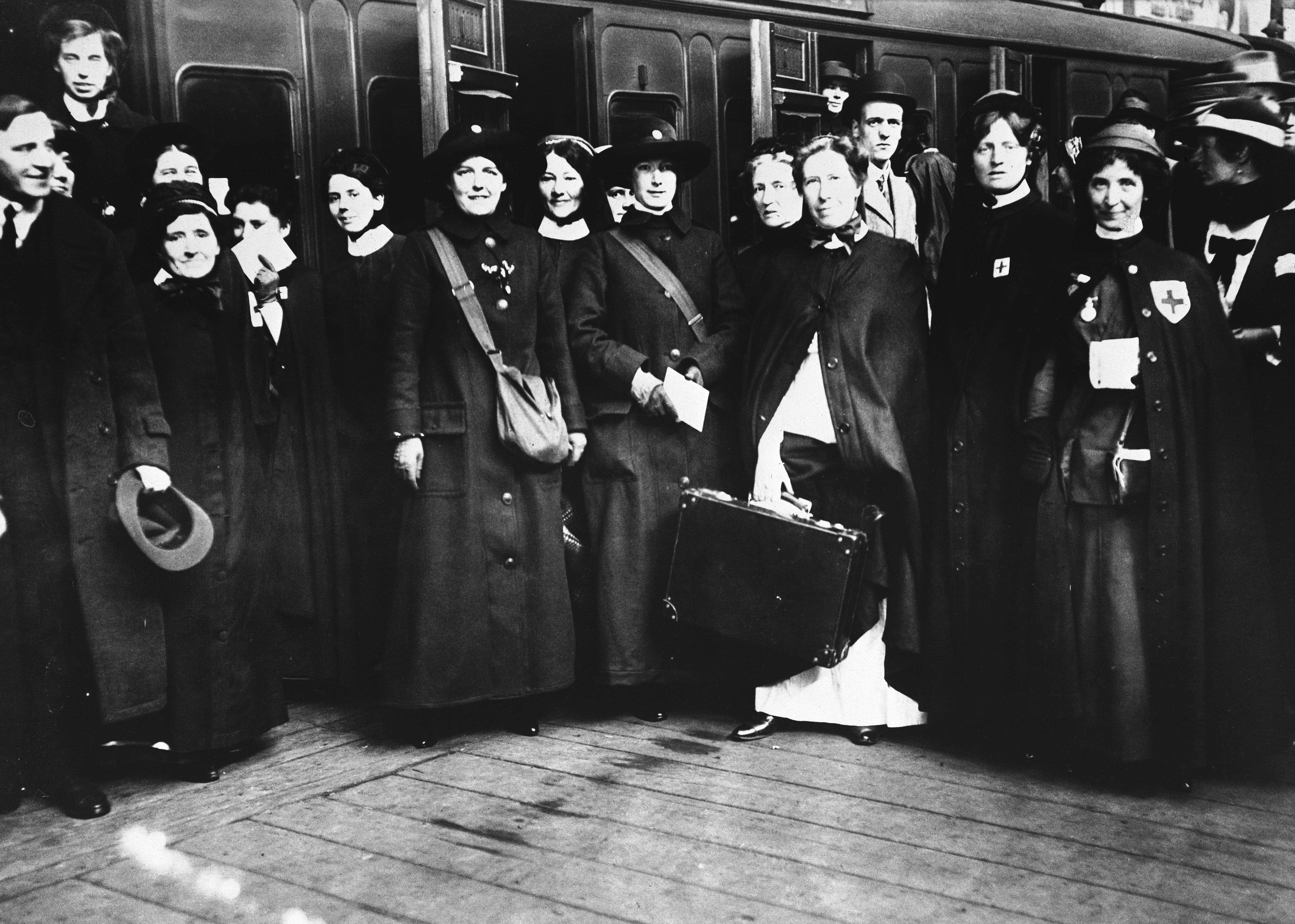
Foto von Krankenschwestern des Women’s Sick and Wounded Convey Corps, die im 1. Weltkrieg an die Front gehen

Im Oktober 1912 begannen die Balkankriege zwischen dem Osmanischen Reich und den ehemaligen Territorien Bulgariens, Griechenlands, Montenegros und Serbiens. Obwohl das Britische Rote Kreuz die Dienste des Korps im Ersten Balkankrieg 1912 verweigerte, ermöglichte Stobart durch die Hilfe von Königin Eleonora der Bulgaren einer von ihr allein geführten Einheit aus Frauen ein Krankenhaus in Kirk-Kilisse in Thrakien zu errichten. Die Einheit verbrachte fünf Wochen im Land und behandelte die Verwundeten und Kranken, bis der Waffenstillstand unterzeichnet wurde. Als Stobart nach England zurückkam, veröffentlichte sie ein Buch über die WSWCC und Frauen im Krieg, welches sie der Frau des Zaren von Bulgarien, Eleonore Reuß zu Köstritz, widmete. Die Zarin war während des Krieges Krankenschwester gewesen und hatte der WSWCC-Einheit Bettzeug und Vorräte gespendet.
Stobart besuchte für drei Monate Kanada und während ihrer Abwesenheit beschlossen die Mitglieder des WSWCC, dass die Einheit in die British Red Cross Society aufgenommen werden sollte. Stobart protestierte dagegen und verließ die von ihr gegründete Organisation.

### Einsatz im Ersten Weltkrieg
Obwohl sie am 4. August 1914 an einer Anti-Kriegs-Kundgebung teilgenommen hatte, gründete sie die Women’s National Service League, um im In- und Ausland Kriegsdienst zu leisten. Auf Einladung des Belgischen Roten Kreuzes kam sie in Brüssel an, um mit dem Umbau von Universitätsgebäuden ein Krankenhaus zu errichten. Brüssel war jedoch gefallen, bevor ihre Einheit sich ihr anschließen konnte. Sie wurde in Löwen festgenommen und als Spionin verurteilt, später jedoch wieder freigelassen. Am 22. September holte sie eine weitere Einheit der National Service League, um ein Krankenhaus in Antwerpen zu organisieren. Als Antwerpen aufgegeben werden musste, richtete sie mit einer weiteren Gruppe mit Zustimmung des britischen Roten Kreuzes ein Krankenhaus auf Schloss Les Ravalet bei Cherbourg für die St. John Ambulance Association ein.

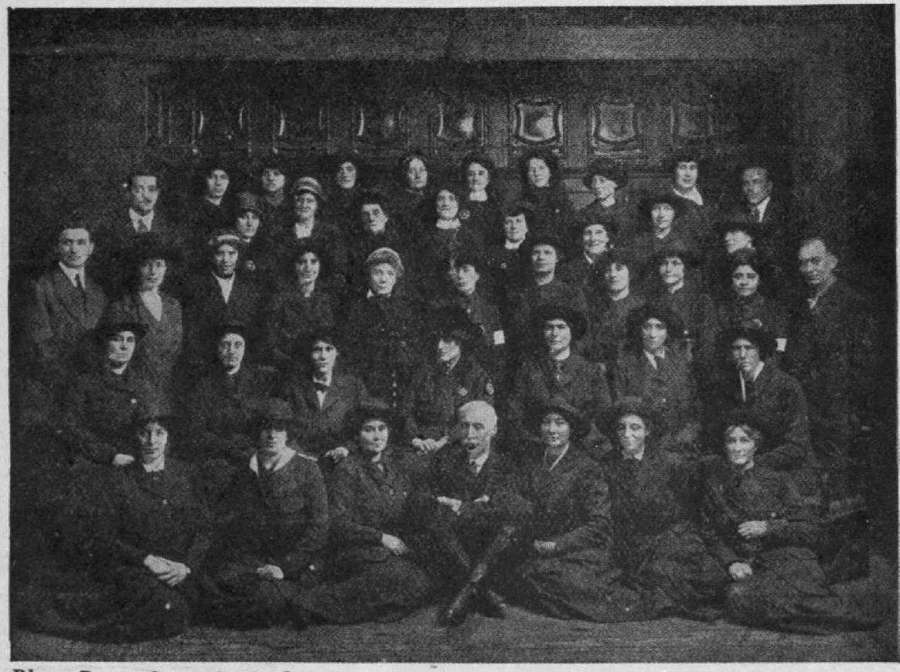
Stobart Hospital: Die dritte Einheit des Serbischen Unterstützungsfonds: St. Clair Stobart in der Mitte der zweiten Reihe mit (von links nach rechts) den Ärztinnen King-May, K. Payne, Marsden, Atkinson, Tate und Coxon

Als Folge des Krieges und seiner Auswirkungen brach in Serbien eine Typhus-Epidemie aus, bei der etwa 150.000 Menschen ums Leben kamen, darunter etwa die Hälfte der Ärzte des Landes. Stobart reiste zusammen mit mehreren anderen Sanitätseinheiten des Roten Kreuzes in das betroffene Gebiet. Sie errichtete in Serbien mit einer weiteren Gruppe ein Zeltkrankenhaus und Notfallapotheken, in die Tausende Zivilisten kamen. Die medizinische Abteilung bat Stobart Ende September 1915, ein Feldlazarett an vorderster Front zu befehligen. Zusammen mit einigen Ärzten und Krankenschwestern unterstanden ihr sechzig Soldaten. Um dieser Position gerecht zu werden, erhielt sie als erste Frau der Welt den Rang eines Majors. Sie führte 81 Tage lang die einzige Kolonne, die am 20. Dezember 1915 ohne Verluste in Albanien eintraf. Für ihre Verdienste wurde sie mit dem Serbischen Orden des Weißen Adlers, dem St.-Sava-Orden sowie von dem Bulgarischen Roten Kreuz ausgezeichnet. Am 7. Juni 1916 wurde sie in England zur Dame of Grace des Order of Saint John ernannt.
1916 schrieb Stobart The Flaming Sword in Serbia and Elsewhere, illustriert mit ihren eigenen Fotografien, und unternahm Vortragsreisen, wobei sie den Erlös dem Serbischen Roten Kreuz spendete.
Nachdem Amerika im April 1917 in den Krieg eingetreten war, reiste Stobart von Oktober 1917 bis Mai 1918 für eine vom britischen Informationsministerium organisierte Vortragsreise nach Nordamerika und Kanada sowie 1918 nach Irland.

### Spiritualismus im späteren Leben
1918 erhielt Stobart das Sorgerecht für ihre beiden Enkelinnen, deren Eltern an der Grippeepidemie gestorben waren, und 1928 starben ihr älterer Sohn und ihr Ehemann. Infolge dieser Verluste und ihrer Kriegserfahrungen wandte sie sich dem Spiritualismus zu und engagierte sich in verschiedenen spiritistischen Organisationen und schrieb mehrere Bücher und Broschüren zu diesem Thema.
Stobart wurde Vorsitzende des British College of Psychic Science. 1924 gründete sie die Spiritualist Community und war von 1924 bis 1941 Vorsitzende des Spiritualist Community Council. Sie trat auch dem Council of the World Congress of Faiths bei.
Stobart verbrachte die meiste Zeit ihres verbleibenden Lebens in ihrem Haus in Studland, Dorset. Sie starb im Alter von 92 Jahren.

## Veröffentlichungen (Auswahl)
- 1913: War and women, From Experience in the Balkans and Elsewhere. London, G. Bell & Sons, Ltd.
- 1916: The Flaming Sword in Serbia and Elsewhere. Hodder and Stoughton.
- 1923: Ancient Lights (or, The Bible, The church and psychic science). London: Kegan Paul.
- 1925: Torchbearers of Spiritualism.
- 1928: The either or of spiritualism. London: Rider & Co.
- 1930: The Apocrypha Reviewed by a Spiritualist. London: Kegan Paul.
- 1933: Psychic Bible Stories for young & old. London: Wright & Brown.
- 1935: Miracles and Adventures. An Autobiography. London: Rider & Co.